# 심야의 고백
"심야의 고백"은 한국에서 제작된 노필 감독의 1961년 영화이다. 최무룡 등이 주연으로 출연하였고 이수형 등이 제작에 참여하였다.

## 출연

### 주연
- 최무룡
- 문정숙
- 김진규

## 기타
- 조명: 고해진
- 미술: 이봉선